# 삭망
삭망(朔望)은 달의 합충(合衝, syzygy)을 뜻하는 말로 그믐과 보름을 가리킨다. 삭망의 주기는 삭망월이다.